# Сатпаєва
Сатпа́єва (каз. Сәтбаев) — село у складі Жетисайського району Туркестанської області Казахстану. Входить до складу Каракайського сільського округу.
У радянські часи село називалось Завіти Леніна.
Населення — 4171 особа (2021; 3190 у 2009, 2605 у 1999, 1788 у 1989).